# Jerzy Katlewicz
Jerzy Katlewicz (Bochnia, 2 de abril de 1927-Cracovia, 16 de noviembre de 2015) fue un director de orquesta y pianista polaco, profesor de la Academia de la Música de Cracovia desde 1990.
Katlewicz se graduó en dicha Academia en 1952 (entonces llamada Państwowa Wyższa Szkoła Muzyczna), y trabajó como director de la Filarmónica de Cracovia entre 1952 y 1958 durante el periodo del Estalinismo en Polonia (y su continuación).